# Kathleen Lane
Kathleen „Kitty“ Lane war eine US-amerikanische Swing-Sängerin aus Harrisburg der 1930er Jahre. Auf dem Höhepunkt ihrer Karriere gehörte sie zeitweise großen Big Bands wie der von Glenn Miller oder Woody Herman an. 1941 verschwand sie aus der Öffentlichkeit.

## Karriere
Ihr vermutlich erster Radioauftritt erfolgte am 9. August 1933 in Harrisburg. Als Kitty Keene ging sie über den lokalen Mittelwellensender WHP on air. Die Radiopräsenz der nächsten Jahre wie auch erste erfolgreiche Auftritte vor Publikum – ebenfalls in Harrisburg – brachten ihr erste Engagements ein. In den nächsten Jahren war sie mit vielen, zum Teil namhaften Bands zu hören. Anfang 1934 ging sie als Neuentdeckung für das Doc Peyton's Orchestra vor das Mikrofon, ein schon seit den 1920er Jahren bestehendes Tanzorchester. Das Jahr darauf bestritt sie in New Yorker Nachtclubs Shows mit dem Orchester von Ted Brownagle. Mit Charlie Barnet und Larry Funk war sie 1937 zu hören („Love's a Merry-Go-'Round“, Bluebird); mit Glenn Millers erster Band tourte sie Ende des gleichen Jahres und platzierte den Hit „Sweet Stranger“. Mit dem Isham Jones Orchester sang sie 1938, mit Bunny Berigan („I Cried for You“) und Bob Chester 1939. Anfang 1940 wurde sie mit Bob Crosby gelistet und im weiteren Verlauf des Jahres mit Woody Hermann.
Kritiker bezeichnen Lane als eine gute Band-Sängerin der 1930er-Jahre mit vibrierender Stimme. George T. Simon hielt sie für eine der besten Sängerinnen, die Glenn Miller jemals hatte. Letzterer hatte sich selbst öffentlich positiv über Lane geäußert, sie sei eine „der besten Sängerinnen im Geschäft“ gewesen.

## Privates
Trotz ihrer Erfolge in den 30er Jahren ist recht wenig über ihr Privatleben bekannt. 1939 heiratete sie Jerry Johnson, ebenfalls Musiker und Manager der Bunny Berigan Band. Äußerungen von Glenn Miller legen nahe, dass sie sich der Ehe wegen ins Privatleben zurückzog. Ähnliches ist auch von anderen weiblichen Stars dieser Zeit bekannt, wie etwa von Betty Bradley oder Carlotta Dale.

## Schallplatten (Auswahl)
Mit Charlie Barnet (1937)
- Love Is a Merry-Go-Round (Bluebird 6973)
- In Your Own Little Way (Bluebird 6975)

Mit Glenn Miller (1937)
- Silhouetted in the Moonlight / My Fine Feathered Friend (Brunswick 8034)
- Every Day's a Holiday / Sweet Stranger (Brunswick 8041)
- Doin' the Jive (Brunswick 8062)

Mit Bunny Berigan (1938)
- 'Deed I Do (Victor 26113)
- I cried for You  (RCA Victor 26116)
- Y' Had It Comin' to You / Patty Cake, Patty Cake (Baker Man) (Victor 26196)

Mit Bob Chester (1939)
- Just For a Thrill (Bluebird 10375)
- Shoot the Sherbet to Me, Herbert (Bluebird 10396)
- You Tell Me Your Dream and I'll Tell You Mine (Bluebird 10396)
- Billy (Bluebird 10427)
- Oo, Oo, Oo, I'm Thrilled (Bluebird 10414)
- Goodbye, Goodbye (Bluebird 10414)
- I Can't Tell You Why I Love You, But I Do (Bluebird 10427)